# 卫氏大宗祠
23°03′30″N 113°18′34″E / 23.05833°N 113.30944°E
卫氏大宗祠，位于中国广东省广州市海珠区南洲街道沥滘村大浦头，1993年8月被列为广州市文物保护单位，2012年被列为广东省文物保护单位。
南宋时卫氏族人南迁到今海珠区沥滘，卫氏大宗祠始建于明万历四十三年(1615年)。卫氏大宗祠坐北朝南，有仪门、门楼、前廊、主殿、厢廊等建筑。

## 图片
- 全景
- 门厅
- 门厅
- 门厅脊饰
- 牌坊
- 享堂
- 享堂抱厦
- 东侧面